# Лефевр, Марсель (архиепископ)
Марсе́ль-Франсуа́ (Марке́лл-Франци́ск) Лефе́вр (фр. Marcel-François Lefebvre; 29 ноября 1905 года — 25 марта 1991 года) — католический архиепископ, генеральный настоятель Конгрегации Святого Духа (CSSp) (1962—1968), основатель и генеральный настоятель Священнического братства св. Пия X (FSSPX). Критически отнесся к некоторым решениям Второго Ватиканского собора и последующим реформам в Католической Церкви, став одним из лидеров консервативных католиков-традиционалистов. В 1988 году, совершив посвящение четверых епископов без необходимого для этого разрешения Папы, был объявлен Иоанном Павлом II отлучённым от Церкви и образовавшим раскол; впоследствии анафемы с посвящённых епископов были сняты Бенедиктом XVI.

## Ранние годы
Марсель Лефевр родился 29 ноября 1905 года в Туркуэне (Tourcoing, Франция) в семье промышленника, убеждённого монархиста Рене Лефевра (впоследствии — участника Сопротивления, сотрудничавшего с британской разведкой и погибшего в 1944 году в немецком концлагере). Получив среднее образование в коллегии Святейшего Сердца в Туркуэне (1913—1923), продолжил обучение во Французской семинарии в Риме; получил степени доктора философии (1925) и богословия (1929). 21 сентября 1929 года рукоположён в сан священника. Служил в диоцезе Лилль. В 1931 году вступил в миссионерскую Конгрегацию Святого Духа и через некоторое время был направлен на миссию в Габон.

## Служение в Африке
Первым местом службы о. Лефевра в Габоне была должность профессора семинарии св. Иоанна в Либревиле. В 1934 году он стал ректором этой семинарии. 28 сентября 1935 года он принёс вечные обеты, то есть стал полноправным членом Конгрегации Св. Духа. Затем он служил настоятелем ряда миссий Конгрегации в Габоне. В октябре 1945 года генеральный настоятель велел ему вернуться во Францию и принять должность ректора семинарии в Мортэне.
Однако уже 12 июля 1947 года Папа Пий XII назначил его апостольским викарием Дакара (Сенегал) и титулярным епископом Антедонским (Антедон — нынешняя Эль-Блакия близ Газы). 18 сентября 1947 года в своей родной приходской церкви в Туркуэне он был посвящён в епископский сан. Таинство совершил епископ Лилля, кардинал Ашиль Лиенар (Achille Liénart, в будущем — один из ведущих представителей либерально-реформистской партии на II Ватиканском Соборе), при участии епископов Жан-Батиста Форэ CSSp (Fauret) и Альфреда-Жана-Феликса Анселя (Ancel).
Таким образом, новой сферой ответственности еп. Лефевра стала жизнь Католической Церкви в части Сенегала, расположенной к северу от Гамбии. Среди 3,5-миллионного населения этой территории лишь около 50 тысяч составляли католики; остальные были мусульманами (ок. 3 млн.) и язычниками-анимистами. Миссия еп. Лефевра была достаточно успешна: ему удалось увеличить число священников, монашествующих, а также приходов и церквей.
22 сентября 1948 году Папа добавил к его назначениям также должность апостольского делегата во Французской Африке, в которой он должен был представлять Святой Престол при 46 епархиях французских колоний на африканском континенте и прилежащих к нему островах — в Марокко, южном Алжире, Мавритании, Нигерии, Судане, Чаде, Сенегале, Габоне, Джибути, на Мадагаскаре и Реюньоне. Поскольку это требовало титула архиепископа, он был переведен на титулярную архиепископскую кафедру Аркадиополя Европейского (ныне — Лулебургаз в Турции). Основной задачей арх. Лефевра как апостольского делегата было построение нормальной церковной структуры на подопечных ему землях, предполагающей полноценные епархии, приходящие на смену временным викариатам и апостольским префектурам, и подбор кандидатур на епископские должности, в том числе из числа представителей коренного населения.
14 сентября 1955 году апостольский викариат Дакара был преобразован в архиепархию, а монс. Лефевр назначен её архиепископом.
В декабре 1958 года преемник Пия XII — Папа Иоанн XXIII включил монс. Лефевра в центральную подготовительную комиссию по проведению II Ватиканского Собора. В 1959 году вместо него апостольским делегатом во Французской Африке был назначен арх. Эмиль Мори (Maury); сам же монс. Лефевр оставался архиепископом Дакарским до 23 января 1962 года, когда он был переведен на Тюльскую кафедру на юге Франции, сохранив титул архиепископа как персональный. Его преемником по Дакарской кафедре стал уроженец Сенегала, которого он в своё время рукоположил в сан священника — арх. Гиацинт Тиандум (Thiandoum, с 1976 г. — кардинал).
Своей деятельностью на африканском континенте монс. Марсель Лефевр заслужил среди многих верующих почетный титул «апостола Африки». Им было фактически сформировано четыре епископских конференции, 21 новая епархия и апостольская префектура, открыто несколько семинарий, а также больницы и школы на 12 тысяч учеников; он развивал католическую прессу, устраивая современные для того периода типографии. При его участии был основан первый в Африке монастырь кармелиток (близ деревни Себикотане в 50 км от Дакара) и первая бенедиктинская обитель Солемской конгрегации (в Габоне).

## Участие во II Ватиканском Соборе
Во время II Ватиканского Собора (1963—1965) арх. Лефевр стал активным членом Международной группы отцов (Coetus Internationalis Patrum), созданной в качестве противовеса т. наз. «Рейнской группы», участники которой — епископы, происходившие преимущественно из стран, по территории которых протекает р. Рейн, и приглашенные ими периты (эксперты, не имевшие епископского сана и потому не имевшие возможности участвовать в заседаниях Собора непосредственно, однако оказывавшие большое влияние на подготовку его документов), стремились к введению большого количества реформ. Епископы Международной группы, напротив, заняли охранительную позицию по отношению к вероучению и сложившейся практике Католической Церкви. Однако при голосовании они оказывались в меньшинстве.
Впоследствии арх. Лефевр утверждал, что отказался поставить свою подпись под тремя из принятых Собором документов, включающими наиболее спорные фрагменты: Догматической конституцией о Церкви Lumen Gentium, Пастырской конституцией о Церкви в современном мире Gaudium et spes и Декларацией о религиозной свободе Dignitatis humanae (подписав, при этом, все остальные документы, в том числе Конституцию о священной литургии Sacrosanctum Concilium). Однако еп. Бернар Тиссье де Маллере FSSPX, автор «Биографии» Лефевра (2004), обнаружил документальное подтверждение того, что Лефевр все же подписал все документы, хотя и голосовал против принятия Gaudium et spes и Dignitatis humanae.

## Священническое братство св. Пия X

Марсе́ль-Франсуа́

В 1970 году Лефевр основал Священническое братство св. Пия X, объединившее неприемлющих нововведения Второго Ватиканского собора католиков-традиционалистов. Для подготовки священников им была основана семинария. Членами братства служилась месса по старому чинопоследованию, действия руководства католической церкви подвергались жёсткой критике.
По словам бывшего лефевриста Роберта Джеклина

Он видел, как жители Северной Африки теряли веру в связи со всеми переменами, которые принес II Ватиканский собор, и поэтому сказал: «Я не могу это продолжать». И еще он сказал: «Вы знаете, что я собираюсь сделать: уйти на покой и обосноваться в какой-нибудь маленькой квартирке, где смогу частным образом совершать мессу и спокойно дожить свой век». Несколько семинаристов подошли к нему: «Мы слышали о вас и о том, что вы сторонник традиционной мессы. Мы хотим узнать традиционную мессу, обучиться на священников и затем её служить». <...>
Разрешалось совершать только мессу по чину «Novos Ordo». Лефевр собрал этих молодых людей в Риме и стал сам их обучать. Со временем их число увеличилось, и он стал искать место, где бы они получили хорошее католическое богословское образование. Архиепископ поехал в Швейцарию и, с помощью своего друга, смог выкупить старый монастырь, который уже давно опустел. Там он организовал свою первую семинарию. <...>
Когда в Риме услышали о семинарии, то сначала обрадовались. Они прислали туда визитаторов, чтобы проверить, не происходит ли там что-либо несовместимое с верой. Но визитаторы ничего такого не нашли и вернулись в Рим с положительным отчетом, какую замечательную работу проводит Лефевр. Но местные, особенно французские епископы, были им недовольны, потому что он привлекал к себе множество семинаристов, в том числе и из их семинарий. Им не нравилась идея традиционной мессы, поскольку они всецело были преданны официальному Риму. Епископы сильно надавили на Ватикан, и тот осудил Лефевра. 

Конфликт с церковными властями привёл к запрещению Лефевра в служении (каковое он, впрочем, не признал законным). В 1980-е годы осуществлялись шаги по нормализации отношений Лефевра и его братства со Святым Престолом, однако в 1988 году после рукоположения четырёх епископов, совершённого в сослужении с еп. Антониу де Кастро Майером, без согласия Рима (30 июня 1988 года) папа Иоанн Павел II отлучил Лефевра от церкви. Это решение Братство посчитало принятым в нарушение канонических норм, и потому недействительным. Впоследствии оно было снято папой Бенедиктом XVI.

## Отлучение и его последствия
2 июля 1988 года Папа Иоанн Павел II издал motu proprio «Ecclesia Dei adflicta» («Церковь Божия опечалена»), в котором объявил в отношении совершенных монс. Лефевром и монс. де Кастро-Майером епископских посвящений:
Действие это, само по себе, было актом непослушания в отношении Епископа Римского в наиважнейшей, имеющей капитальное значение для единства Церкви, области, каковой является рукоположение епископов, через которое сакраментальным образом осуществляется Апостольское Преемство. Таким образом, непослушание подобного рода, заключающее в себе практический отказ признания римского примата, представляет собою раскольнический акт. Исполнив это действие, несмотря даже на формальное напоминание от 17-го июня, присланное через кардинала-префекта Конгрегации Епископов, архиепископ Лефевр, а также священники Бернар Фелле, Бернар Тиссье де Маллере, Ричард Вильямсон и Альфонсо де Галарета навлекли на себя предусмотренное церковным правом тяжкое наказание отлучения.

## Смерть, похороны и наследие
Арх. Марсель Лефевр скончался 25 марта 1991 года, на 86-м году жизни, в Мартиньи (Швейцария). Он похоронен на кладбище международной семинарии Братства в Эконе (Швейцария). В церемонии похорон участвовал, вместе с посвященными Лефевром епископами Братства и многочисленными его членами и приверженцами, личный представитель кардинала Гиацинта Тиандума о. Гиацинт Дион, который от имени кардинала преподал останкам покойного благословение.
На надгробной табличке, помимо имени и дат жизни, выбиты слова: «Tradidi quod et accepi» (лат. «Я передал то, что принял»).